# Chiesa della Beata Vergine Addolorata (Mestre)
La Chiesa della Beata Vergine Addolorata (conosciuta anche come Chiesa dei Servi di Maria) è un edificio religioso situato a Mestre, in comune di Venezia, Veneto. Consacrata al culto cattolico, è sede dell'omonima parrocchia e fa parte del Patriarcato di Venezia.

## Storia
Del territorio di Carpenedo troviamo tracce in un documento datato 1152 con cui il Papa Eugenio III conferma a Bonifacio, Vescovo di Treviso, e ai suoi successori un elenco di beni. Tra le varie pievi viene inserita anche quella di S. Gervasio di Carpeneto (attuale chiesa dei Santi Gervasio e Protasio di Carpenedo) assieme alle sue pertinenze. Demograficamente, nel XX secolo, dalla parrocchia dei Santi Gervasio e Protasio di Carpenedo ebbero origine nove parrocchie. Fra queste, inserita nel territorio che va dalla Bissuola a Carpenedo, quella della Beata Vergine Addolorata.

### Periodo della Curazia
In seguito allo sviluppo industriale ed economico dell’area di Mestre e Marghera, la popolazione della terraferma veneziana crebbe a ritmi serrati e si aprirono nuove necessità per la popolazione: mons. Romeo Mutto, parroco di Carpenedo, evidenziò la necessità di creare nuove parrocchie che si occupassero dei nuovi abitanti. La sola chiesa di Carpenedo, infatti, non era più sufficiente.
Il desiderio dell’allora Patriarca Angelo Giuseppe Roncalli era quello di portare nuovamente in Mestre i Servi di Maria, presenti fino al 1652 nel convento di S. Gerolamo. Con una lettera del 19 giugno 1954 indirizzata all’ordine, il Vescovo Ausiliare, mons. Gianfranceschi, chiese all’Ordine di prendersi carico di una porzione di territorio in zona Bissuola. Il Novecento fu per i Servi di Maria secolo di espansione e di nuove fondazioni. Proprio in questo secolo, infatti, l’Ordine raggiunse il massimo incremento numerico. L’abbondanza di frati permise l’assunzione di nuove responsabilità e la fondazione di nuove comunità. Nel 1964 l’Ordine dei Servi di Maria raggiunse, infatti, le 1 700 unità.
L’Ordine accettò con una lettera del 27 giugno e costituì la prima comunità in zona Bissuola guidata da padre Raffaele Maria Leita, padre superiore. Il primo edificio costruito fu una semplice “baracca-cappella” inaugurata con una celebrazione l’8 dicembre e visitata il giorno successivo dal Patriarca Roncalli. Il 19 marzo 1955 il Patriarca assegnò alla nuova realtà lo status di Curazia e la affidò a padre Raffaele Leita. Nel decreto patriarcale di costituzione troviamo come ormai la popolazione della zona contasse ben 5 000 abitanti. Il crescente numero di abitanti e di fedeli in zona rese ben presto inadeguata la “baracca-cappella” e già nel 1955 venne edificata una piccola chiesa in muratura, inaugurata la notte di Natale dell’anno stesso.

### Nascita della parrocchia
In seguito alla visita del Patriarca, il I luglio 1958 venne emesso il decreto di erezione della Parrocchia. Il primo Parroco incaricato fu padre Romano Priamon. La crescita demografica in zona con il conseguente bisogno di strutture educative spinse i frati ad erigere un asilo che, grazie ad una raccolta fondi, venne eretto nel 1962.
Sempre dovuta all’enorme sviluppo demografico, si aprì una nuova ed impellente necessità: edificare una chiesa più spaziosa. Il 12 marzo 1967, demolita la chiesetta, si diede inizio alla costruzione di una nuova chiesa, la struttura visibile ancora oggi, il cui progetto venne affidato a Luciano Ria, architetto di Udine. La benedizione alla posa della prima pietra, invece, spettò al Patriarca Giovanni Urbani (cardinale). I lavori di costruzione durarono due anni e il 3 maggio 1969 fu sempre il card. Urbani a benedire la nuova chiesa, ormai completata. All’interno dell’altare vennero cementate le reliquie dei santi Isidoro, Gerardo, Santa Barbara, Antonio Maria Pucci e dei Sette santi fondatori (n.d.r. dell’Ordine dei Servi di Maria).
Il 24 settembre 1977 iniziarono i lavori di ampliamento dell’area giochi dietro la chiesa: questo impegno fu il preludio alla costituzione del Centro Sportivo Beata Vergine Addolorata, avvenuta l’anno successivo. Nel mese di dicembre del 1982 alcuni calcinacci caddero dal soffitto della chiesa: i successivi controlli effettuati da ingegneri e dai Vigili del Fuoco dichiararono l’inagibilità della stessa poiché vennero trovati segni di cedimento del soffitto che doveva essere abbattuto. Si rivelarono necessari cinque mesi alla ricostruzione dell’intero soffitto, terminato nel maggio del 1983.
Il 7 novembre 1997 il Padre Provinciale dei Servi di Maria annunciò alla comunità che l’Ordine si vedeva costretto a lasciare la Beata Vergine Addolorata di Mestre a causa della mancanza di vocazioni. In tutta la provincia lombardo-veneta le comunità abbandonate dall’Ordine in questo anno furono cinque. Una lettera del 2 luglio 1998 proveniente da Roveré Veronese, sede del Capitolo Provinciale, confermò la decisione e le relative motivazioni. Solo qualche anno più tardi, nel 2005, l’Ordine dei Servi di Maria contava solamente 888 frati, contro le 1 700 unità nel 1964. L’abbandono della comunità della Beata Vergine Addolorata in Mestre è collocabile, quindi, in un percorso di dimensionamento più ampio compiuto dall’Ordine in tutto il mondo.

### Passaggio alla comunità diocesana
L’uscita di scena da parte dell’Ordine dei Servi di Maria consegnò la Parrocchia della Beata Vergine Addolorata al Patriarcato di Venezia. Domenica 21 settembre 1998, alle ore 16:00, si insediò così il primo parroco diocesano. Questo cambiamento costituì una svolta storica: la Beata Vergine Addolorata di Mestre da convento di frati divenne parrocchia diocesana.

## Descrizione
Collocata tra due strade, la Chiesa della Beata Vergine Addolorata presenta facciate uguali in mattoni a vista, con portale sormontato da un protiro in cemento e da una vetrata a riquadri rettangolari. I tre prospetti sono uniti tra loro dal susseguirsi di pareti in mattoni a vista, vetrate a tutta altezza e travi in cemento armato. La copertura, a falde di cemento contrapposte rivestita all'esterno da lastre di rame, culmina in una svettante guglia piramidale che sorge in corrispondenza del presbiterio. L'edificio presenta una pianta formata da due poligoni speculari; la navata ha pareti in mattoni e dettagli in cemento armato ed è retta da un pilastro centrale che fa convergere lo spazio verso il presbiterio a fondo pentagonale.

### Il crocifisso
Il crocifisso collocato sulla parete dietro l’altare risale al XVI secolo, proviene dalla Chiesa dell'Abbazia della Misericordia di Venezia ed è opera in legno policromo di autore ignoto. Nel 1990 subì un intervento di restauro resosi necessario a causa di un attacco di insetti xilofagi, per l’annerimento delle superfici pittoriche e il sollevamento delle pitture che lasciarono scoperto il legno. Il restauro rivelò l’esistenza di due strati pittorici risalenti rispettivamente al XVIII secolo e al XIX secolo. Lo strato pittorico riportato alla luce in seguito al restauro fu il primo, l’originale. La croce, in seguito ad accurate analisi, risultò essere l’originale mentre mani e piedi sono risultati rifatti nel corso del XIX secolo.

### La statua della Pietà
Forse il simbolo più identificativo della Chiesa della Beata Vergine Addolorata di Mestre è la statua della Pietà, opera dello scultore Moroder di Ortisei. Viene collocata nella Cappella della Madonna in occasione della sua inaugurazione e benedizione, avvenute il 22 febbraio 1981.

### L’organo
L’organo risale al 1901, come ci ricorda una iscrizione posta sulla destra dello strumento stesso recante una scritta in lingua latina, così traducibile: “Paolino Quagliati in memoria del Signore Nostro Massimo e Glorioso e del fratello carissimo padre Michele al padre Maria Maria Bonfilio Molinari priore di questo convento della Beata Vergine Maria che per 25 anni ha assolto al suo dovere di sacerdote per fabbricare questo organo quasi tutto pagò col suo denaro 1901.”

### La lapide per il 25º anniversario di consacrazione della chiesa
A ricordare il 25º anniversario di consacrazione della chiesa viene posta una lapide marmorea, affissa ancora oggi in una parete della navata lato via A. Emo. La lapide, recante una scritta in lingua latina, è così traducibile: “A Dio Ottimo Massimo. Questo tempio dedicato alla Vergine Addolorata fu consacrato dall’eminentissimo Giovanni Card. Urbani Patriarca di Venezia il 3 maggio 1969. Fedeli e frati dell’Ordine dei Servi di Maria posero questa lapide nel venticinquesimo anniversario della consacrazione di questo tempio. La festa liturgica della dedicazione si celebra la prima domenica del mese di maggio. Primo maggio 1994.”

### Fonte battesimale
Il battistero è relativamente recente: risale, infatti, al 2001. Collocato secondo le nuove norme liturgiche, è di base ottagonale, in marmo rosso e situato alla base del pilone portante dell’edificio.